# Acanthurus dussumieri
Espèce
Statut de conservation UICN

 LC  : Préoccupation mineure

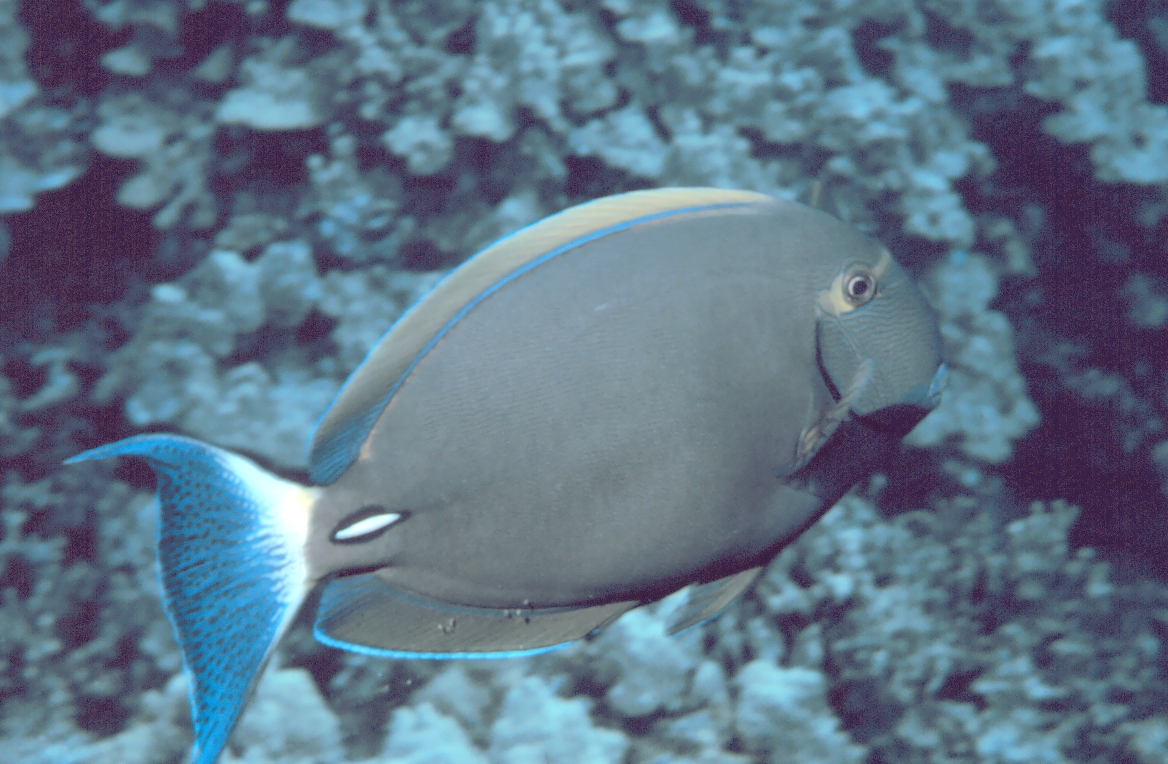
Un individu plus sombre à Hawaï

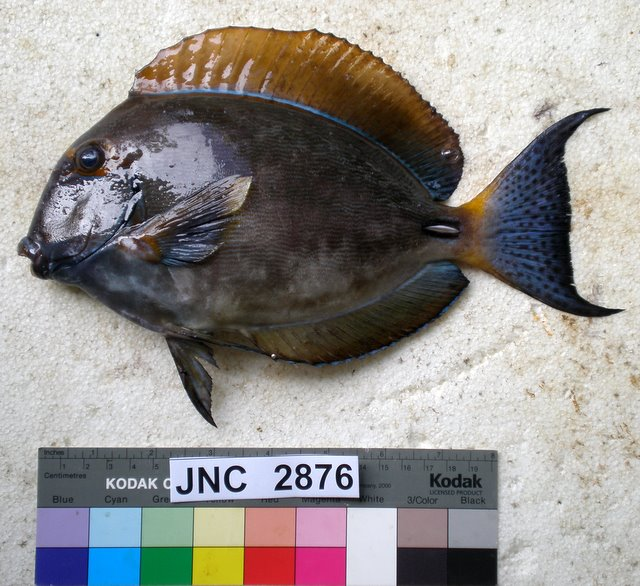
Acanthurus dussumieri de Nouvelle-Calédonie

Le chirurgien couronné (Acanthurus dussumieri) est une espèce de poisson présent dans la région Indo-Pacifique, de l'est de l'Afrique au nord du Japon et au sud de la Grande barrière de corail. Sa taille maximale connue est de 55 cm.